# Pseudocephalus formicides
Pseudocephalus formicides är en skalbaggsart som beskrevs av Newman 1842. Pseudocephalus formicides ingår i släktet Pseudocephalus och familjen långhorningar. Inga underarter finns listade i Catalogue of Life.